# Explorator
Explorator (kod ISSN 1233-3204) – popularnonaukowy kwartalnik (przez pewien czas wydawany nieregularnie) poświęcony tajemnicom historii (głównie II wojny światowej), zajmujący się poszukiwaniami zaginionych skarbów, opisujący ich odkrycia lub historie skarbów i miejsc z nimi powiązanych. Czasopismo wydawane jest od roku 1994, przez pierwsze lata jako rocznik, następnie po przerwie jako nieregularnie  jako kwartalnik. Wydawcą jest Przedsiębiorstwo A.N.T. z siedzibą w Obornikach Śląskich.

## Wydania
1. 1/94 - "Tajemnice Ślęży", Podziemne Państwo Niemiec, MRU, Kompleks w Zagórzycach, Tajemnice Srebrnej Góry;
2. 1/95 - "Podziemny Wrocław", Podziemne Państwo Niemiec cz. 2, Sztuka dezinformacji, Korytarz zamkowy w Janowcu;
3. 96 - Browary w Sobótce Górce, Radiestezja, Maślice, Sztuka dezinformacji cz. 2, Podziemne fabryki w Wołowie;
4. 97 - Góry Sowie. Srebro i uran
5. 2/98 - Wojenne losy Srebrnej Góry; Małe Peenemünde; Jeleniogórskie podziemia; Tajemnice Bałtyku; Winnica w piwnicy;
6. ? - Skarby w MRU, Wyspa Wraków, Podziemia Hinterbrühl;
7. ? - Niemieckie schrony przeciwlotnicze, Zamek cesarski w Poznaniu, Laboratorium śmierci w Pokrzywnie,Tajna baza w Peenemunde;
8. ? - Tajemnica Gór Sowich, Tajemnice Pełczyna, obiekt ze wsi Blizna, opis V-3, niemieckie próby broni V-1 i V-2 na Podlasiu, dzieła sztuki wywiezione w czasie II wojny światowej;